# Carcasí
Carcasí là một khu tự quản thuộc tỉnh Santander, Colombia. Thủ phủ của khu tự quản Carcasí đóng tại Carcasí Khu tự quản Carcasí có diện tích 248 ki lô mét vuông. Đến thời điểm ngày 28 tháng 5 năm 2005, khu tự quản Carcasí có dân số 5591 người.